# Wendy Weinberg
Wendy Weinberg, née le 27 juin 1958 à Baltimore, est une nageuse américaine.

## Carrière
Wendy Weinberg participe aux Jeux olympiques d'été de 1976 à Montréal et remporte la médaille de bronze dans l'épreuve du 800m nage libre.